# 韦子迁
韦子迁（？—？），字季举，京兆郡杜陵县（今陕西省西安市长安区）人，出自京兆韦氏东眷，北魏右将军、南豳州刺史韦旭第四子。因其兄韦孝宽军功卓著，宇文泰赐姓宇文氏，因此又称宇文子迁。

## 生平
韦子迁以补任都督为起家官，永熙年间，韦子迁被封为泾州安定县开国乡男，食邑一百户。北魏分裂后，韦子迁与嫂子、侄儿均身陷山东。西魏大统十二年十月（546年），高欢率大军进攻玉璧却久攻不下。高欢无可奈何，将韦子迁锁住押至城下，用利刃架在他脖子上，说是如果不早点投降，就要杀掉韦子迁。玉璧守将韦孝宽慷慨激昂，毫无顾念之意，他的部下无不感奋激励，人人都抱有战死的决心。戴应新根据韦子迁的墓志判断，韦子迁是被高欢杀害的，韦子迁时年三十九岁。北周和北齐关系和睦后，北齐将韦子迁灵柩送返，北周朝廷追赠仪同三司、洛州刺史，于建德元年十一月十一日（572年4月9日）迁葬长安城南旧墓。韦孝宽将第二子韦谌过继给韦子迁为嗣。

## 家庭

### 兄弟
- 韦敻，十次征辟不出，号逍遥公
- 韦孝宽，北周上柱国、相州总管、郧襄公
- 韦孝固，吏部郎中、赠雍州刺史、安平恭子
- 韦□顺，西魏奉朝请、假节、中垒将军、东秦州刺史